# Giuseppe Soresina (ingegnere)
Giuseppe Soresina (fl. XVIII secolo) è stato un ingegnere, architetto e cartografo italiano del Granducato di Toscana.

## Biografia
Originario della Svizzera, nacque agli inizi del XVIII secolo e la sua attività di architetto è documentata dal 1738, quando realizzò un'opera di ristrutturazione complessiva della chiesa di Santa Maria delle Selve di Lastra a Signa. Entrò presto quale ingegnere al servizio dello Scrittoio delle possessioni lorenesi, svolgendo inizialmente l'incarico di aiutante di Angiolo Maria Mascagni.
Dal 1740 fece parte, insieme al Mascagni, Giuliano Anastagi e Bernardo Sansone Sgrilli, del gruppo di professionisti dello Scrittoio regio che, sotto la supervisione di Giovanni Maria Veraci, si occupò del rilevamento e della produzione di mappe e planimetrie delle ville e fattorie granducali. In quello stesso anno si occupò anche di redigere il cabreo della fattoria di Castelpulci, su incarico del marchese Francesco Riccardi, considerato uno dei migliori esemplari della cabreistica toscana del XVIII secolo: le numerose proprietà della tenuta sono minuziosamente illustrate secondo la tecnica del trompe-l'œil e precedute da un ricco frontespizio; in particolare, degna di nota è la dettagliata planimetria della bandita di caccia di Ugnano. Entrato nelle grazie della famiglia Riccardi, gli furono commissionati altri lavori, come quello inerente al palazzo di Valfonda a Firenze, che confluirono in una raccolta alla quale lavorarono anche Antonio Falleri e Luca Ristorini.
Agli anni tra il 1759 e il 1769 risale invece il cabreo della Commenda di San Giovanni Battista, nota anche come Santo Sepolcro, per conto dei Cavalieri di Malta: l'opera consiste di 180 illustrazioni dettagliate dei possedimenti urbani fiorentini e dei poderi nell'agro tra la città, la Valdelsa e la Val di Pesa.
Al Soresina venne affidato il compito anche di redigere una carta generale del granducato, incarico tuttavia che non risulta essere stato portato a termine.